# Bactrocera atrifacies
Bactrocera atrifacies är en tvåvingeart som först beskrevs av Perkins 1938.  Bactrocera atrifacies ingår i släktet Bactrocera och familjen borrflugor. Inga underarter finns listade.